# 杨开庆
杨开庆（1916年—2005年），男，江苏宝应人，中国地质力学家，曾任中国地质科学院地质力学研究所研究员、博士生导师。